# Teoria da atividade
Teoria da atividade é um termo genérico para uma linha de teorias e pesquisas de ciências sociais ecléticas, com origem na teoria da atividade psicológica soviética iniciada por Alexei Leontiev e Sergei Rubinstein. Esses estudiosos procuraram compreender as atividades humanas como fenômenos complexos e socialmente situados e ir além dos paradigmas da reflexologia (o ensino de Vladimir Bekhterev e seus seguidores) e da fisiologia da atividade nervosa superior (o ensino de Ivan Pavlov e sua escola), a psicanálise e o behaviorismo. Tornou-se uma das principais abordagens psicológicas na ex-URSS, sendo amplamente utilizada tanto na psicologia teórica como na aplicada, na educação, na formação profissional, na ergonomia e na psicologia do trabalho.
A teoria da atividade é mais uma meta-teoria ou quadro descritivo do que uma teoria preditiva. Ela considera todo um sistema de trabalho/atividade (incluindo equipes, organizações, etc.) além de apenas um ator ou usuário. Entra em consideração com o ambiente, a história da pessoa, a cultura, o papel do artefato, as motivações e a complexidade da atividade da vida real. Um dos pontos fortes da teoria da atividade é que ela faz a ponte entre o sujeito individual e a realidade social - ela estuda ambos através da atividade de mediação. A unidade de análise na teoria da atividade é o conceito de atividade humana culturalmente mediada, coletiva e orientada a objetos, ou sistema de atividade. Esse sistema inclui o objeto (ou objetivo), assunto, artefatos mediadores (sinais e ferramentas), regras, comunidade e divisão do trabalho. O motivo para a atividade na teoria da atividade é criado através das tensões e contradições dentro dos elementos do sistema. De acordo com o etnógrafo Bonnie Nardi, um teórico especialista na teoria da atividade, esta "centra-se na prática, o que elimina a necessidade de distinguir ciência 'aplicada' de 'pura' - entender a prática quotidiana no mundo real é o principal objectivo da prática científica. (...) O objeto da teoria da atividade é compreender a unidade da consciência e da atividade."
A teoria da atividade é particularmente útil como uma lente em metodologias de pesquisa qualitativa (por exemplo, etnografia, estudo de caso). A teoria da atividade fornece um método de compreensão e análise de um fenômeno, encontrando padrões e fazendo inferências através de interações, descrevendo fenômenos e apresentando fenômenos através de uma linguagem e retórica embutida. Uma atividade em particular é uma interação propositada ou dirigida a objetivos de um sujeito com um objeto através do uso de ferramentas. Essas ferramentas são formas exteriorizadas de processos mentais que se manifestam em construções, sejam elas físicas ou psicológicas. A teoria da atividade reconhece a internalização e a externalização de processos cognitivos envolvidos na utilização de ferramentas, bem como a transformação ou desenvolvimento que resulta da interação.